# Ștefan Nanu
Ștefan Nanu (n. 8 septembrie 1968, Filiași, Dolj, România) este un fost fundaș român de fotbal. A debutat în Liga 1 pe 25 august 1991, în meciul Electroputere Craiova - Inter Sibiu 1-1.
A pregătit echipele: 
- FC Câmpina (2005-2007)
- Petrolul Ploiești (2007)
- Inter Gaz București (2008)
- Minerul Motru (2010-2013)
- Farul Constanța (2014)
- FC Ter Apel '96 (2014-2015)
- FC Emmen C2 (2015-prezent)